# Betty Roche
Betty Roche (geboren als Mary Elizabeth Roché) (Wilmington, 9 januari 1920 - Pleasantville 16 februari 1999) was een Amerikaanse jazzzangeres. Ze zong in het orkest van Duke Ellington in de periodes 1943-1944 en 1952-1953. Ze was een belangrijke invloed voor bebop-zangers.
Betty Roche groeide op in Atlantic City en kwam in 1939 naar New York, waar ze een talentenjacht won in Apollo Theater. Ze zong bij Lee Young en daarna bij de Savoy Sultans van Al Cooper (1941-1942). In 1943 werd ze zangeres bij het orkest van Duke Ellington, waar ze Ivie Anderson verving. Ze trok al snel de aandacht met haar aandeel in 'The Blues' (uit de suite 'Black, Brown and Beige') tijdens het eerste optreden van het orkest in Carnegie Hall. Toen het stuk werd opgenomen op de plaat, was Roche al uit het orkest vertrokken (het nummer werd toen gezongen door Joya Sherrill). In 1943 werd ze beroemd met haar vertolking van 'Take the A-Train' in de film 'Reveille with Beverly'. Haar vertolking werd pas in 1952 op de plaat vastgelegd, toen ze weer lid van de band was ('Ellington Uptown'). Na haar vertrek in 1944 werkte Roche onder meer drie jaar in Minton's Playhouse, waar ze zong in de huisband met pianist Thelonious Monk en drummer Kenny Clarke, mannen die een rol speelden in de ontwikkeling van de bebop. Roche zong verder met onder meer Earl Hines, Clark Terry, Charles Brown en Gerald Wilson. Midden jaren vijftig zong ze op de plaatopname van Gershwins Porgy and Bess, naast onder meer Mel Tormé. Eind jaren vijftig en begin jaren zestig nam ze drie platen op voor de labels Bethlehem en Prestige, met bop-geïnspireerde songs als 'Billie's Bounce'. Na deze platen was Roche niet meer als jazzzangeres actief.

## Discografie
- Take the A-Train, Bethlehem, 1956
- Singin' and Swingin', Prestige, 1960
- Lightly and Politely, Prestige, 1961

- Biblioteca Nacional de España: XX1547464
- Bibliothèque nationale de France: cb138990887 (data)
- Gemeinsame Normdatei: 134922263
- International Standard Name Identifier: 0000 0000 5937 1843
- Library of Congress Control Number: n93011342
- MusicBrainz: 0dfa7ee5-e158-427c-8636-b2527c1fce9d
- Nationale Bibliotheek van Israël: 987007324755605171
- Nederlandse Thesaurus van Auteursnamen: 07355331X
- Système universitaire de documentation: 197613918
- Virtual International Authority File: 44486263
- WorldCat: E39PBJyxbp9VMdBkbDGgwwVjYP